# Уравнение вихря
Уравне́ние ви́хря (уравнение эволюции вихря) — дифференциальное уравнение в частных производных, описывающее эволюцию в пространстве и времени вихря скорости течения жидкости или газа. Под вихрем скорости (завихренностью) понимается ротор скорости {\displaystyle {\omega \equiv \operatorname {rot} ~v}\equiv \nabla \times v}. Уравнение вихря используется в гидродинамике, геофизической гидродинамике, астрофизической гидродинамике, в численном прогнозе погоды.

## Уравнение вихря идеальной жидкости
Жидкость (или газ), в которой пренебрежимо малы эффекты, связанные с внутренним трением (вязкостью) и теплообменом, называется «идеальной». Динамика идеальной жидкости подчиняется уравнению Эйлера (1755 год). Если записать это уравнение при отсутствии внешних сил в форме Громеки-Лэмба
| {\displaystyle \ {\frac {\partial v}{\partial t}}-[v\times [\nabla \times v]]=-{\frac {\nabla p}{\rho }}-\nabla \left({\frac {v^{2}}{2}}\right),} | (1) |

где {\displaystyle \ v} — вектор скорости, {\displaystyle \ p} — давление, {\displaystyle \ {\rho }} — плотность, принять условие несжимаемости {\displaystyle \ \rho =\operatorname {const} ,(\nabla \cdot v)=0}, и применить к обеим сторонам этого уравнения операцию {\displaystyle \ \operatorname {rot} }, учитывая известные свойства этого оператора, то мы получим уравнение вихря идеальной несжимаемой жидкости
| {\displaystyle {\begin{aligned}{\frac {\partial \omega }{\partial t}}+(v\cdot \nabla )\omega -(\omega \cdot \nabla )v=0\end{aligned}}.} (2) |
Интегральной форме этого уравнения соответствует теорема Гельмгольца—Кельвина о сохранении циркуляции скорости в баротропной жидкости. Уравнение (2) называется уравнение Гельмгольца.
При безвихревом движение жидкости (называемым также «потенциальным») {\displaystyle \ \omega =0}. Из уравнения (2) следует, что если в начальный момент времени движение безвихревое, то оно таковым и останется в дальнейшем. Это приводит к теоремам Томсона.

## Уравнение вихря вязкой несжимаемой жидкости
Если в уравнении (1) учитывать также и силу внутреннего трения (вязкость), то вместо уравнения (2) мы будем иметь
| {\displaystyle {\begin{aligned}{\frac {\partial \omega }{\partial t}}+(v\cdot \nabla )\omega -(\omega \cdot \nabla )v=\nu \Delta \omega \end{aligned}},} (3) |
где {\displaystyle \nu } — кинематическая вязкость.

## Уравнение вихря бароклинной невязкой жидкости
Условие отсутствия теплообмена (то есть адиабатичности) течения несжимаемой невязкой жидкости эквивалентно условию постоянства энтропии (то есть изоэнтропичности). Если отказаться от этого ограничения, то уравнение (2) заменится на более общее
| {\displaystyle {\begin{aligned}{\frac {\partial \omega }{\partial t}}+(v\cdot \nabla )\omega \ -(\omega \cdot \nabla )v+\omega (\nabla \cdot v)={\frac {1}{\rho ^{2}}}\left[\nabla \rho \times \nabla p\right]\end{aligned}},} (4) |
учитывающее эффект бароклинности. Правая часть этого уравнения равна нулю, если {\displaystyle \ \nabla \rho \sim \nabla p}, то есть, если изопикническая поверхность параллельна изобарической. В противном случае векторное произведение градиента плотности и градиента давления отлично от нуля, что приводит к изменению завихренности из-за влияния бароклинности. Влияние бароклинности на эволюцию вихря установил Вильгельм Бьеркнес. Это уравнение вскрыло важную роль эффектов бароклинности при образовании и развитии вихрей в атмосфере и океане.

## Уравнение Фридмана
(Уравнение Фридмана существует также в космологии. См. Уравнение Фридмана).
В общем случае движение ньютоновской жидкости подчиняется уравнениям Навье-Стокса. В отличие от рассмотренной выше формы уравнения Эйлера для несжимаемой жидкости, в нём учтены эффекты сжимаемости и внутреннего трения. Применяя к уравнению Навье-Стокса дифференциальный оператор {\displaystyle \ \operatorname {rot} }, мы получим уравнение А. А. Фридмана.
| {\displaystyle \ \operatorname {helm} \omega ={\frac {1}{\rho ^{2}}}\left[\nabla \rho \times \nabla p\right]+\left[\nabla \times \left({\frac {f}{\rho }}\right)\right],} (5) |
где {\displaystyle \ \operatorname {helm} \omega \equiv {\frac {\partial \omega }{\partial t}}+(v\cdot \nabla )\omega -(\omega \cdot \nabla )v+\omega (\nabla \cdot v)} — дифференциальный оператор гельмгольциан, {\displaystyle \ f} — плотность силы молекулярной вязкости.
Гидродинамический смысл гельмгольциана заключается в том, что равенство {\displaystyle \ \operatorname {helm} \omega =0} означает «вмороженность» векторного поля {\displaystyle \ \omega } в движущуюся жидкость, понимаемую в том смысле, что каждая векторная линия этого поля (то есть линия, касательная к которой в любой её точке имеет направление вектора {\displaystyle \ \omega } в этой точке) сохраняется, то есть всё время состоит из одних и тех же жидких частиц, а интенсивность вихревых трубок (стенки которых состоят из вихревых линий), то есть потоки {\displaystyle \ \int \limits _{\sigma }(\omega \cdot d\sigma )} вектора {\displaystyle \ \omega } через любые сечения {\displaystyle \ \sigma } этих трубок, не меняются со временем.
Влияние силы тяжести не меняет вид уравнений (2) — (5) потому, что эта сила потенциальна.
Уравнение Фридмана — основное уравнение геофизической гидродинамики. На нём построена теория численного прогноза погоды.

## Уравнение вихря турбулентной жидкости
Уравнение Фридмана применяется и к турбулентным течениям. Но в таком случае, все входящие в него величины должны пониматься как осреднённые (в смысле О. Рейнольдса). Однако, следует иметь в виду, что такое обобщение здесь недостаточно точно. Дело в том, что при выводе уравнения (5) не принимался во внимание (из-за относительной малости) вектор плотности турбулентного импульса {\displaystyle \ S={\overline {\rho ^{'}v^{'}}}}, где черта сверху — знак осреднения, штрих — отклонения от среднего. Это обстоятельство проявилось в том, что уравнение Фридмана оказалось неспособным в объяснении явления цикла индекса (васцилляции), в котором наблюдается обратимый баротропный обмен энергией и угловым моментом между упорядоченным и турбулентным движениями.
Обозначим через {\displaystyle \ c=S/\rho } — «вектор скорости турбулентного переноса». Конечно, {\displaystyle \ \left|c\right|\ll \left|v\right|}, тем не менее, пренебрежение турбулентным переносом в задачах геофизической и астрофизической гидродинамики приводит к потере эффектов, проявляющих себя в медленных, но развивающихся процессах. Уравнение эволюции вихря, свободное от такого ограничения предложил А. М. Кригель:
| {\displaystyle \ \operatorname {helm} \psi =\nabla \times \left[c\times \omega +c\left(\nabla \cdot c\right)+F\right]+{\frac {1}{\rho ^{2}}}\left[\nabla \rho \times \left(\nabla p-\rho \nabla c^{2}\right)\right],} (6) |
где {\displaystyle \ \psi \equiv \nabla \times \left(v+c\right)} — «псевдовектор полного вихря скорости», {\displaystyle \ \rho F} — плотность полной силы трения (молекулярного и турбулентного). Если опустить в этом уравнении эффекты бароклинности и вязкости, то правая часть остается, вообще говоря, отличной от нуля. В таком случае, как легко показать, теорема о сохранении циркуляции скорости Гельмгольца—Кельвина не выполняется, несмотря на то, что течение баротропно. Этот вывод является следствием непотенциальности «плотности турбулентной силы Кориолиса» {\displaystyle \ 2\rho \left[c\times \omega \right]}. В уравнении (6) появился дополнительный механизм, влияющий на эволюцию вихря, открывающий путь к пониманию природы цикла индекса. Другим следствием такого дополнения уравнения Фридмана оказалось решение проблемы происхождения вращения в космологии.